# Microvenator
 Microvenator  ist eine Gattung kleiner theropoder Dinosaurier (Theropoda) aus der späten Unterkreide (mittleres Albium) Nordamerikas. Die einzige Art ist die Typusart Microvenator celer. 
Es handelte sich um einen kleinen, zweibeinigen, evtl. gefiederten, leichtgebauten Coelurosaurier. Die Verwandtschaftsbeziehungen dieser Gattung sind umstritten; Mackovicky und Sues (1998) kommen jedoch zu dem Ergebnis, dass es sich entweder um einen primitiven Oviraptorosaurier oder um ein Schwestertaxon dieser Gruppe handelt.

## Fund und Namensgebung
Microvenator wurde von John Ostrom 1970 wissenschaftlich beschrieben, anhand eines Teilskeletts (Holotypus AMNH 3041) aus den Cloverly-Schichten im Süden des US-amerikanischen Bundesstaates Montana. Bei dem Fund handelt es sich um ein fragmentarisches Teilskelett mit einigen sehr fragmentarischen Schädelknochen, das bereits 1933 von Barnum Brown entdeckt wurde. Brown dachte, dass einige gefundene Zähne ebenfalls zum Skelett gehören, die heute jedoch Deinonychus zugeschrieben werden. Aufgrund der Größe dieser Zähne schloss er, das Tier hätte einen kleinen Körper mit einem ungewöhnlich großen Kopf gehabt, und nannte es inoffiziell "Megadontosaurus" („Groß-Zahn-Echse“). 
Erst Ostrom (1970) verlieh dem Fund einen offiziellen Namen und erkannte bei seiner Beschreibung, dass die Zähne nicht zum Skelett gehören. Stattdessen schrieb er der neuen Spezies einen einzelnen Zahn aus der Sammlung des Yale Peabody Museum (YPM 5366) zu. Im Jahr 1998 folgte eine umfangreiche Beschreibung des Fundes von Mackovicky und Sues, die auch von Brown angefertigte Illustrationen des Fundes zeigt, die Brown nie veröffentlicht hatte. Diese Forscher konnten nicht bestätigen, dass der von Ostrom zugeschriebene einzelne Zahn zu Microvenator gehört.
Der Name Microvenator leitet sich aus dem altgriechischen mikros – „klein“ und dem lateinischen venator – „Jäger“ ab und soll nach Ostrom auf einen kleinen, leichtgebauten Coeluriden hinweisen.

## Merkmale
Microvenator war ein etwa truthahngroßer, 1,5 Meter langer Theropode. Einzigartige Merkmale (Autapomorphien) am Skelett schließen die Wirbelzentren der Rücken- und Schwanzwirbel mit ein, die breiter sind als hoch. Des Weiteren befindet sich am Pubis (Schambein) eine große Senkung, während der Trochanter des Femurs (Oberschenkelknochen) einen zusätzlichen Kamm zeigt. Bei dem gefundenen Exemplar handelte es sich wahrscheinlich um ein Jungtier.